# Zen (primeira geração)
Zen é a primeira iteração na família Zen de microarquiteturas de processadores de computador da AMD. Foi usado pela primeira vez com sua série de CPUs Ryzen em fevereiro de 2017. O primeiro sistema de pré-visualização baseado em Zen foi demonstrado na E3 2016 e detalhado pela primeira vez substancialmente em um evento realizado a um quarteirão do Intel Developer Forum 2016. As primeiras CPUs baseadas em Zen, codinome "Summit Ridge", chegaram ao mercado no início de março de 2017, os processadores de servidor Epyc derivados do Zen foram lançados em junho de 2017 e as APUs baseadas em Zen chegaram em novembro de 2017.

Zen é um design de folha em branco que difere da arquitetura Bulldozer de longa data anterior da AMD. Os processadores baseados em Zen usam um processo FinFET de 14 nm, são supostamente mais eficientes em termos de energia e podem executar significativamente mais instruções por ciclo. O SMT foi introduzido, permitindo que cada núcleo execute dois threads. O sistema de cache também foi redesenhado, tornando o cache L1 write-back. Os processadores Zen usam três soquetes diferentes: os chips Ryzen desktop usam o soquete AM4, trazendo suporte a DDR4; os chips Threadripper de desktop de ponta baseados em Zen suportam memória DDR4 de quatro canais e oferecem 64 pistas PCIe 3.0 (contra 24 pistas), usando o soquete TR4; e processadores de servidor Epyc oferecem 128 pistas PCI 3.0 e DDR4 octa-channel usando o soquete SP3.
Zen é baseado em um design SoC. O controlador de memória e os controladores PCIe, SATA e USB são incorporados no(s) mesmo(s) chip(s) que os núcleos do processador. Isso tem vantagens em largura de banda e potência, às custas da complexidade do chip e da área do chip. Este design de SoC permite que a microarquitetura Zen seja dimensionada de laptops e mini PCs de pequeno formato para desktops e servidores de última geração.
Até 2020, 260 milhões de núcleos Zen já foram enviados pela AMD.

## Design

Uma ilustração altamente simplificada da microarquitetura Zen: um núcleo tem um total de 512 KB de cache L2.

Ryzen 3 1200 Die Shot

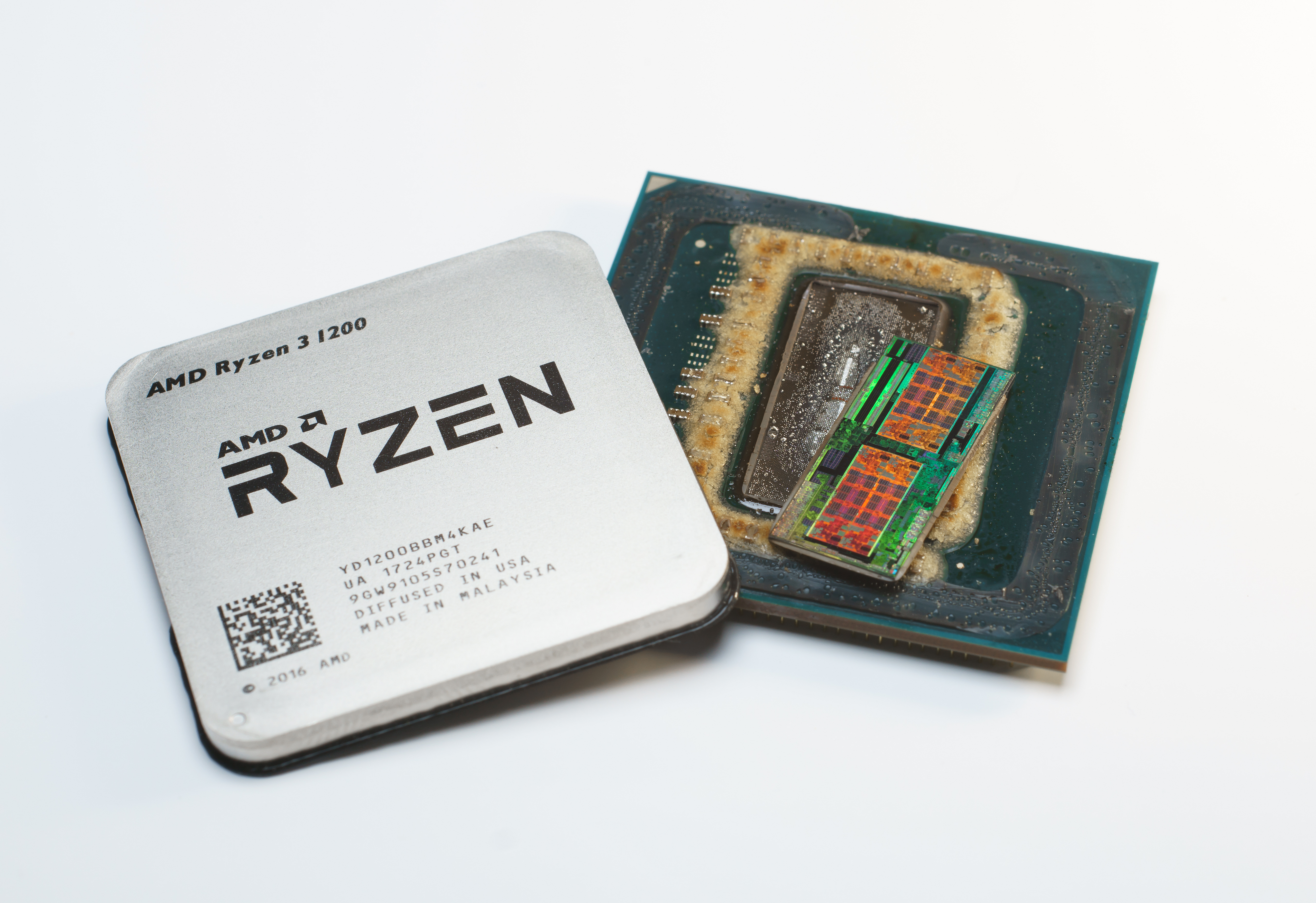
Fotomontagem de uma CPU Zen delidded com uma matriz gravada.

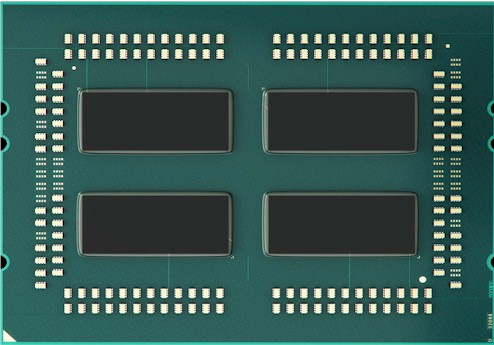
Um processador AMD EPYC 7001 delidded usado em servidores. Os quatro dies são semelhantes aos usados em processadores convencionais. Todos os processadores EPYC contêm quatro dies para fornecer suporte estrutural ao IHS (Integrated Heat Spreader).

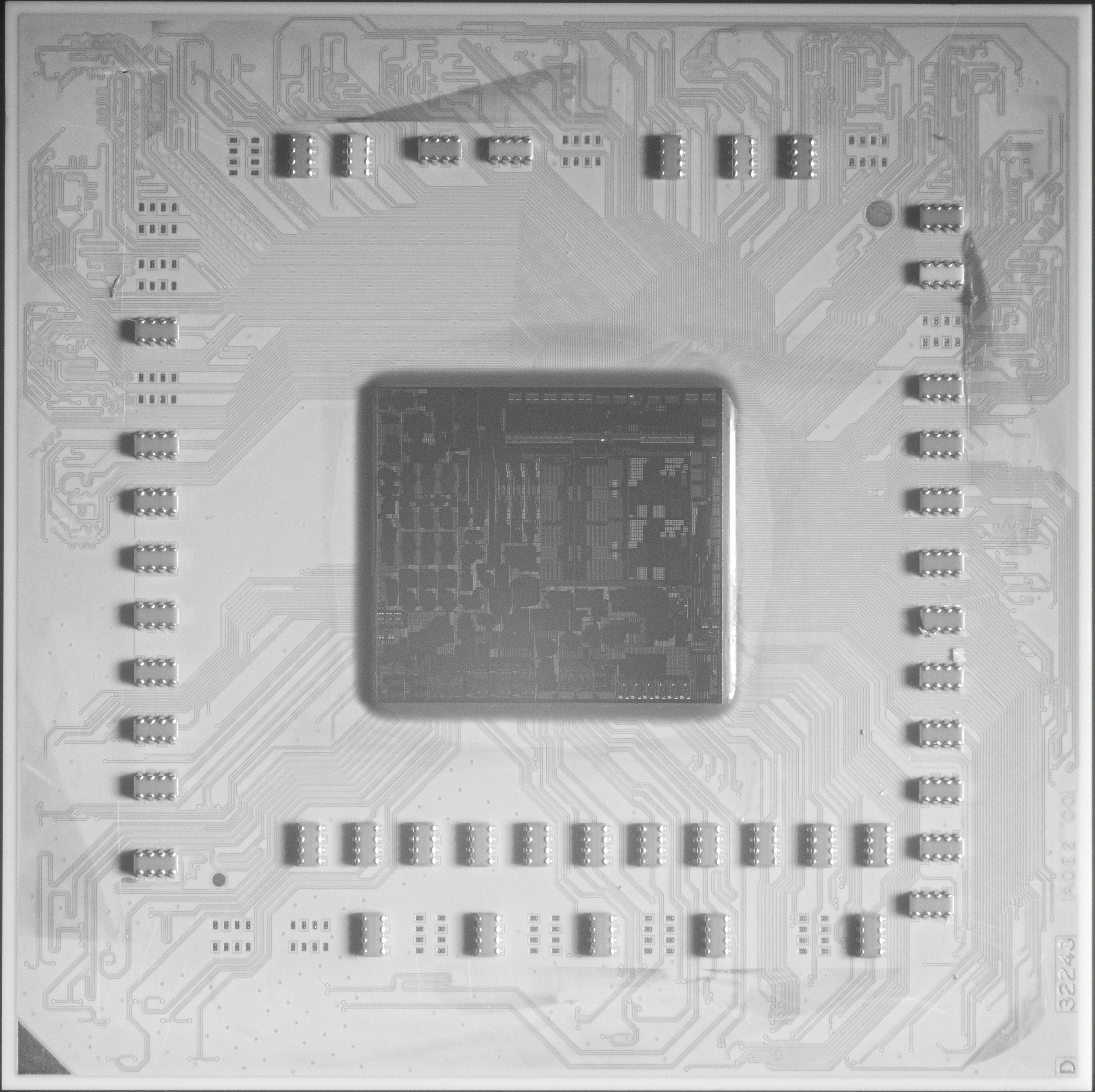
Uma APU AMD Athlon 3000G delidded, baseada na arquitetura Zen. O die é fisicamente menor do que a dos processadores Zen convencionais.

Die shot de um AMD Athlon 3000G

De acordo com a AMD, o foco principal do Zen é aumentar o desempenho por núcleo.
Os recursos novos ou aprimorados incluem:
- O cache L1 foi alterado de write-through para write-back, permitindo menor latência e maior largura de banda.
- A arquitetura SMT (multithreading simultâneo) permite dois threads por núcleo, um afastamento do design CMT (clustered multi-threading) usado na arquitetura Bulldozer anterior. Este é um recurso oferecido anteriormente em alguns processadores IBM, Intel e Oracle.[25]
- Um bloco de construção fundamental para todas as CPUs baseadas em Zen é o Core Complex (CCX), que consiste em quatro núcleos e seus caches associados. Processadores com mais de quatro núcleos consistem em vários CCXs conectados pelo Infinity Fabric.[26] Processadores com contagens de núcleos não múltiplas de quatro têm alguns núcleos desabilitados.
- Quatro ALUs, duas AGUs/unidades de carga-armazenamento e duas unidades de ponto flutuante por núcleo.[27]
- Novo cache de microoperação "grande" introduzido.[28]
- Cada núcleo SMT pode despachar até seis microoperações por ciclo (uma combinação de 6 microoperações inteiras e 4 microoperações de ponto flutuante por ciclo).[29][30]
- Largura de banda L1 e L2 quase 2× mais rápida, com largura de banda total de cache L3 até 5× maior.
- Controle de clock.
- Filas maiores para retirada, carregamento e armazenamento.
- Previsão de ramificação aprimorada usando um sistema perceptron com hash Indirect Target Array semelhante à microarquitetura Bobcat,[31] algo que foi comparado a uma rede neural pelo engenheiro da AMD Mike Clark.[32]
- O preditor de ramificação é desacoplado do estágio de busca.
- Um mecanismo de pilha dedicado para modificar o ponteiro de pilha, semelhante ao dos processadores Intel Haswell e Broadwell.[33]
- Eliminação de movimentação, um método que reduz a movimentação física de dados para reduzir o consumo de energia.
- Compatibilidade binária com o Skylake da Intel (excluindo VT-x e MSRs privados):
  - Suporte RDSEED, um conjunto de instruções de gerador de números aleatórios de hardware de alto desempenho introduzidas no Broadwell.[34]
  - Suporte para instruções SMAP, SMEP, XSAVEC/XSAVES/XRSTORS e CLFLUSHOPT.[34]
  - Suporte ADX.
  - Suporte SHA.
- Instrução CLZERO para limpar uma linha de cache.[34] Útil para lidar com exceções de verificação de máquina relacionadas a ECC.
- Coalescência PTE (entrada de tabela de páginas), que combina tabelas de páginas de 4 kB em tamanho de página de 32 kB.
- "Pure Power" (sensores de monitoramento de energia mais precisos).[35]
  - Suporte para medição de limite de potência média em execução (RAPL) no estilo Intel.[36]
- Smart Prefetch.
- Precision Boost.
- eXtended Frequency Range (XFR), um recurso de overclocking automatizado que aumenta as velocidades de clock além da frequência turbo anunciada.[37]

Esta é a primeira vez em muito tempo que nós, engenheiros, temos a liberdade total para construir um processador do zero e fazer o melhor que podemos. É um projeto de vários anos com uma equipe realmente grande. É como um esforço de maratona com alguns sprints no meio. A equipe está trabalhando muito duro, mas eles podem ver a linha de chegada. Eu garanto que ele vai entregar uma grande melhoria no desempenho e consumo de energia em relação à geração anterior.— Suzanne Plummer, líder de equipe Zen, em 19 de setembro de 2015.
A arquitetura Zen é construída em um processo FinFET de 14 nanômetros subcontratado para a GlobalFoundries, que por sua vez licencia seu processo de 14 nm da Samsung Electronics. Isso proporciona maior eficiência do que os processos de 32 nm e 28 nm de CPUs AMD FX e APUs AMD anteriores, respectivamente. A família de CPUs Zen "Summit Ridge" usa o soquete AM4 e apresenta suporte DDR4 e um TDP de 95 W (energia de design térmico). Embora os roadmaps mais recentes não confirmem o TDP para produtos de desktop, eles sugerem uma faixa para produtos móveis de baixo consumo com até dois núcleos Zen de 5 a 15 W e 15 a 35 W para produtos móveis orientados ao desempenho com até quatro núcleos Zen.
Cada núcleo Zen pode decodificar quatro instruções por ciclo de clock e inclui um cache micro-op que alimenta dois agendadores, um para cada segmento inteiro e um de ponto flutuante. Cada núcleo tem duas unidades de geração de endereço, quatro unidades inteiras e quatro unidades de ponto flutuante. Duas das unidades de ponto flutuante são somadores e duas são multiplicadores-somadores. No entanto, o uso de operações de múltiplacação-adição pode impedir a operação de adição simultânea em uma das unidades somadoras. Também há melhorias no preditor de ramificação. O tamanho do cache L1 é de 64 KB para instruções por núcleo e 32 KB para dados por núcleo. O tamanho do cache L2 é de 512 KB por núcleo e o L3 é de 1-2 MB por núcleo. Os caches L3 oferecem 5x a largura de banda dos designs AMD anteriores.

## História e desenvolvimento
A AMD começou a planejar a microarquitetura Zen logo após recontratar Jim Keller em agosto de 2012. A AMD revelou formalmente o Zen em 2015.
A equipe responsável pelo Zen era liderada por Keller (que saiu em setembro de 2015 após um mandato de 3 anos) e pela líder da equipe Zen, Suzanne Plummer. O arquiteto-chefe do Zen era o membro sênior da AMD, Michael Clark.
O Zen foi originalmente planejado para 2017, seguindo o núcleo irmão K12 baseado em ARM64, mas no Financial Analyst Day de 2015 da AMD foi revelado que o K12 foi adiado em favor do design Zen, para permitir que ele entrasse no mercado dentro do prazo de 2016, com o lançamento dos primeiros processadores baseados em Zen esperado para outubro de 2016.
Em novembro de 2015, uma fonte interna da AMD relatou que os microprocessadores Zen foram testados e "atenderam a todas as expectativas" sem "nenhum gargalo significativo encontrado".
Em dezembro de 2015, houve rumores de que a Samsung poderia ter sido contratada como fabricante dos processadores FinFET de 14 nm da AMD, incluindo o Zen e a então futura arquitetura de GPU Polaris da AMD. Isso foi esclarecido pelo anúncio da AMD em julho de 2016 de que os produtos foram produzidos com sucesso no processo FinFET de 14 nm da Samsung. A AMD declarou que a Samsung seria usada "se necessário", argumentando que isso reduziria o risco para a AMD ao diminuir a dependência de qualquer fundição.
Em dezembro de 2019, a AMD começou a lançar produtos Ryzen de primeira geração construídos usando a arquitetura Zen+ de segunda geração.

## Vantagens sobre os antecessores

### Processo de manufatura
Processadores baseados em Zen usam silício FinFET de 14 nm. Esses processadores são supostamente produzidos na GlobalFoundries. Antes do Zen, o menor tamanho de processo da AMD era de 28 nm, conforme utilizado por suas microarquiteturas Steamroller e Excavator. A concorrência imediata, a microarquitetura Skylake e Kaby Lake da Intel, também é fabricada em FinFET de 14 nm; embora a Intel planejasse começar o lançamento de peças de 10 nm no final de 2017. A Intel não conseguiu atingir essa meta e, em 2021, apenas chips móveis foram produzidos com o processo de 10 nm. Em comparação com o FinFET de 14 nm da Intel, a AMD afirmou em fevereiro de 2017 que os núcleos Zen seriam 10% menores. A Intel anunciou posteriormente em julho de 2018 que os processadores mainstream de 10 nm não deveriam ser esperados antes do segundo semestre de 2019.
Para projetos idênticos, essas reduções de matriz usariam menos corrente (e potência) na mesma frequência (ou voltagem). Como as CPUs geralmente são limitadas em potência (tipicamente até ~125 W ou ~45 W para dispositivos móveis), transistores menores permitem menor potência na mesma frequência, ou maior frequência na mesma potência.

### Performance
Um dos principais objetivos do Zen em 2016 era focar no desempenho por núcleo, e estava mirando uma melhoria de 40% nas instruções por ciclo (IPC) em relação ao seu antecessor. O Excavator, em comparação, ofereceu uma melhoria de 4-15% em relação às arquiteturas anteriores. A AMD anunciou que a microarquitetura Zen final realmente alcançou uma melhoria de 52% no IPC em relação ao Excavator. A inclusão do SMT também permite que cada núcleo processe até dois threads, aumentando a taxa de transferência de processamento por meio de melhor uso dos recursos disponíveis.
Os processadores Zen também empregam sensores no chip para dimensionar dinamicamente a frequência e a voltagem. Isso permite que a frequência máxima seja definida dinamicamente e automaticamente pelo próprio processador com base no resfriamento disponível.
A AMD demonstrou um processador Zen de 8 núcleos/16 threads superando um processador Intel Broadwell-E de clock igual em benchmarks de renderização Blender e HandBrake.
Zen suporta AVX2, mas requer dois ciclos de clock para completar cada instrução AVX2 em comparação com a da Intel. Essa diferença foi corrigida no Zen 2.

### Memória
Zen suporta memória DDR4 (até oito canais) e ECC.
Relatórios de pré-lançamento declararam que APUs usando a arquitetura Zen também suportariam High Bandwidth Memory (HBM). No entanto, a primeira APU demonstrada não usava HBM. APUs anteriores da AMD dependiam de memória compartilhada para a GPU e a CPU.

### Consumo de energia e produção de calor
Os processadores construídos no nó de 14 nm em silício FinFET devem apresentar consumo de energia reduzido e, portanto, aquecer mais do que seus precessadores não FinFET de 28 nm e 32 nm (para projetos equivalentes) ou ser mais poderosos computacionalmente com saída de calor/consumo de energia equivalentes.
O Zen também usa clock gating, reduzindo a frequência de porções subutilizadas do núcleo para economizar energia. Isso vem da tecnologia SenseMI da AMD, usando sensores em todo o chip para dimensionar dinamicamente a frequência e a voltagem.

### Segurança aprimorada e suporte à virtualização
O Zen adicionou suporte para Secure Memory Encryption (SME) da AMD e Secure Encrypted Virtualization (SEV) da AMD. Secure Memory Encryption é uma criptografia de memória em tempo real feita por entrada de tabela de página. A criptografia ocorre em um mecanismo AES de hardware e as chaves são gerenciadas pelo processador "Security" integrado (ARM Cortex-A5) no momento da inicialização para criptografar cada página, permitindo que qualquer memória DDR4 (incluindo variedades não voláteis) seja criptografada. O AMD SME também torna o conteúdo da memória mais resistente a ataques de espionagem de memória e inicialização a frio.
O SME pode ser usado para marcar páginas individuais de memória como criptografadas por meio das tabelas de páginas. Uma página de memória marcada como criptografada será automaticamente descriptografada quando lida da DRAM e será automaticamente criptografada quando gravada na DRAM. O recurso SME é identificado por meio de uma função CPUID e habilitado por meio do SYSCFG MSR. Uma vez habilitado, as entradas da tabela de páginas determinarão como a memória é acessada. Se uma entrada da tabela de páginas tiver a máscara de criptografia de memória definida, essa memória será acessada como memória criptografada. A máscara de criptografia de memória (bem como outras informações relacionadas) é determinada a partir das configurações retornadas pela mesma função CPUID que identifica a presença do recurso.
O recurso Secure Encrypted Virtualization (SEV) permite que o conteúdo da memória de uma máquina virtual (VM) seja criptografado de forma transparente com uma chave exclusiva para a VM convidada. O controlador de memória contém um mecanismo de criptografia de alto desempenho que pode ser programado com várias chaves para uso por diferentes VMs no sistema. A programação e o gerenciamento dessas chaves são manipulados pelo firmware do AMD Secure Processor, que expõe uma API para essas tarefas.

### Conectividade
Incorporando grande parte da ponte sul no SoC, a CPU Zen inclui links SATA, USB e PCI Express NVMe. Isso pode ser aumentado pelos chipsets Socket AM4 disponíveis que adicionam opções de conectividade, incluindo conexões SATA e USB adicionais e suporte para Crossfire da AMD e SLI da Nvidia.
A AMD, ao anunciar sua linha Radeon Instinct, argumentou que a futura CPU de servidor Naples baseada em Zen seria particularmente adequada para a construir sistemas de aprendizado profundo. As 128 pistas PCIe por CPU Naples permitem que oito placas Instinct se conectem em PCIe x16 a uma única CPU. Isso se compara favoravelmente à linha Intel Xeon, com apenas 40 pistas PCIe.[carece de fontes?]

## Características

### CPUs
Tabela de recursos de CPU

### APUs
Tabela de recursos de APU

## Produtos
A arquitetura Zen é usada nas CPUs Ryzen de desktop da geração atual. Também está nos processadores de servidor Epyc (sucessor dos processadores Opteron) e APUs.
Os primeiros processadores de desktop sem unidades de processamento gráfico (codinome "Summit Ridge") deveriam começar a ser vendidos no final de 2016, de acordo com um roteiro da AMD; com os primeiros processadores móveis e de desktop do tipo AMD Accelerated Processing Unit (codinome "Raven Ridge") seguindo no final de 2017. A AMD atrasou oficialmente o Zen até o primeiro trimestre de 2017. Em agosto de 2016, uma demonstração inicial da arquitetura mostrou um CPU de amostra de engenharia de 8 núcleos/16 threads a 3,0GHz.
Em dezembro de 2016, a AMD anunciou oficialmente a linha de CPU de desktop sob a marca Ryzen para lançamento no primeiro trimestre de 2017. Também confirmou que os processadores de servidor seriam lançados no segundo trimestre de 2017 e as APUs móveis no segundo semestre de 2017.
Em 2 de março de 2017, a AMD lançou oficialmente as primeiras CPUs de desktop Ryzen octacore baseadas na arquitetura Zen. As velocidades de clock finas e TDPs para as três CPUs lançadas no primeiro trimestre de 2017 demonstraram benefícios significativos de desempenho por watt em relação a arquitetura K15h (Piledriver) anterior. As CPUs de desktop Ryzen octacore demonstraram desempenho por watt comparável às CPUs octacore Broadwell da Intel.
Em março de 2017, a AMD também demonstrou uma amostra de engenharia de uma CPU de servidor baseada na arquitetura Zen. A CPU (codinome "Naples") foi configurada como uma plataforma de servidor dual-socket com cada CPU tendo 32 núcleos/64 threads.

### Processadores de desktop

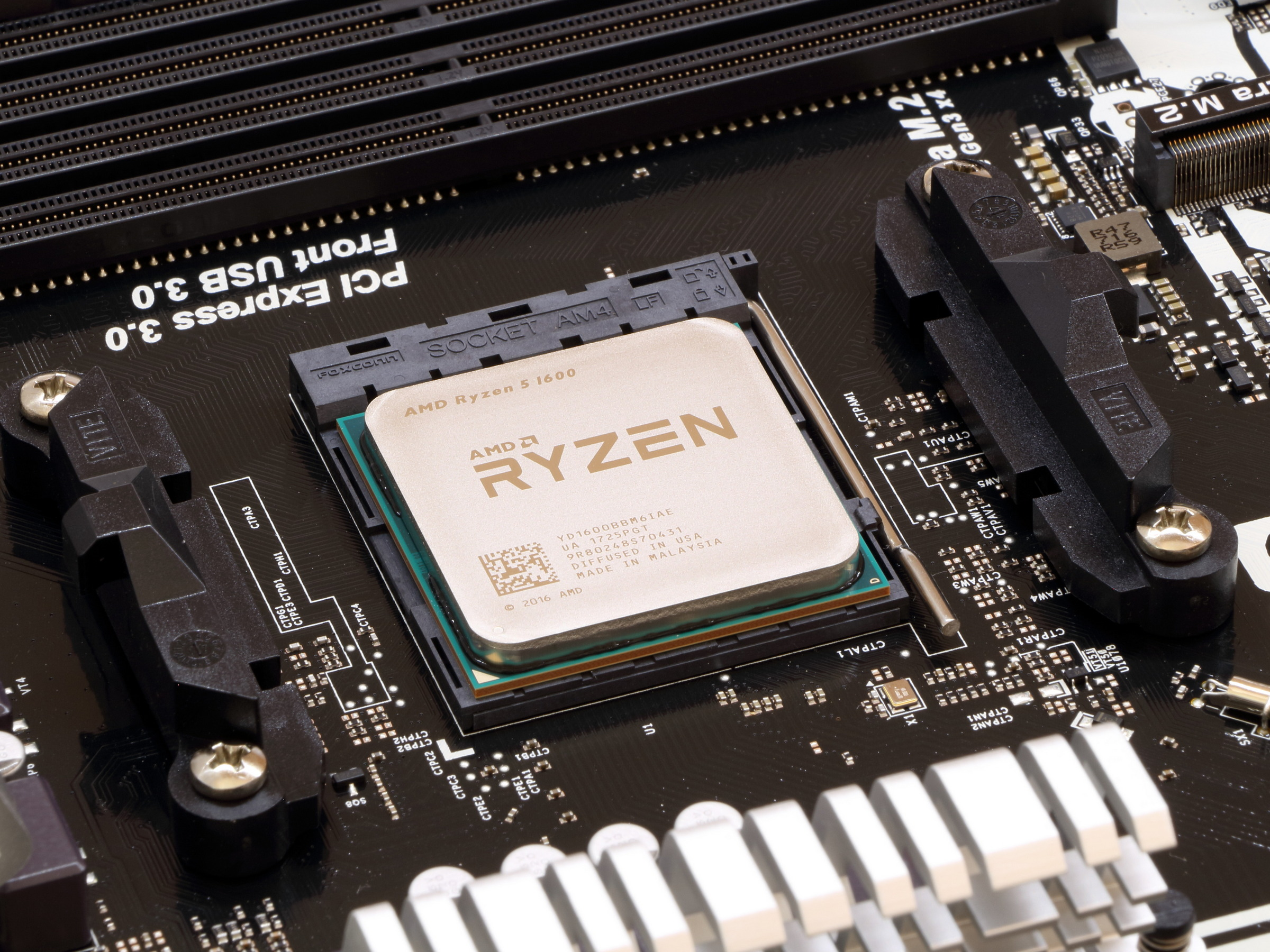
CPU Ryzen 5 1600 em uma placa-mãe

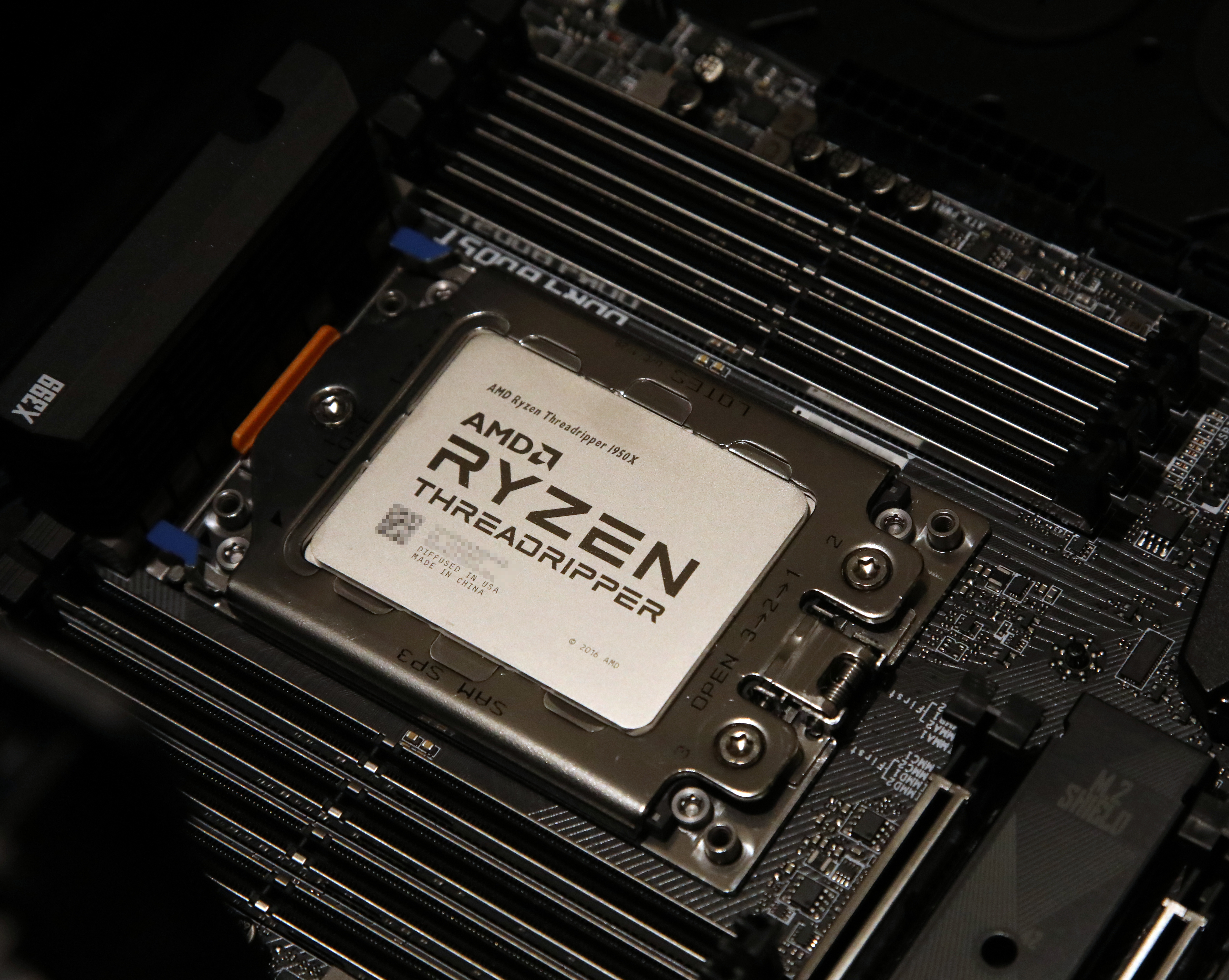
Threadripper 1950X TR4 no soquete

Recursos comuns das CPUs de desktop Ryzen 1000:
- Socket: AM4.
- Todas as CPUs suportam DDR4-2666 no modo dual-channel.
- Cache L1: 96 KB (32 KB de dados + 64 KB de instrução) por núcleo.
- Cache L2: 512 KB por núcleo.
- Todas as CPUs suportam 24 pistas PCIe 3.0. 4 das pistas são reservadas como link para o chipset.
- Sem gráficos integrados.
- Processo de nó/fabricação: GlobalFoundries 14LP.

| Marca e Modelo | Marca e Modelo | Cores (threads) | Solução térmica                              | Taxa de clock (GHz) | Taxa de clock (GHz) | Taxa de clock (GHz) | Cache L3 (total) | TDP  | Core config | Data de lançamento  |
| Marca e Modelo | Marca e Modelo | Cores (threads) | Solução térmica                              | Base                | PBO 1–2 (≥3)        | XFR 1–2             | Cache L3 (total) | TDP  | Core config | Data de lançamento  |
| -------------- | -------------- | --------------- | -------------------------------------------- | ------------------- | ------------------- | ------------------- | ---------------- | ---- | ----------- | ------------------- |
| Ryzen 7        | 1800X          | 8 (16)          | Wraith Max (somente OEM)                     | 3.6                 | 4.0 (3.7)           | 4.1                 | 16 MB            | 95 W | 2 × 4       | 2 de março de 2017  |
| Ryzen 7        | PRO 1700X      | 8 (16)          | Wraith Spire                                 | 3.4                 | 3.8 (3.5)           | 3.9                 | 16 MB            | 95 W | 2 × 4       | 29 de junho de 2017 |
| Ryzen 7        | 1700X          | 8 (16)          | Wraith Max (somente OEM)                     | 3.4                 | 3.8 (3.5)           | 3.9                 | 16 MB            | 95 W | 2 × 4       | 2 de março de 2017  |
| Ryzen 7        | PRO 1700       | 8 (16)          | Wraith Spire                                 | 3.0                 | 3.7 (3.2)           | 3.75                | 16 MB            | 65 W | 2 × 4       | 29 de junho de 2017 |
| Ryzen 7        | 1700           | 8 (16)          | Wraith Spire LED (retail) Wraith Spire (OEM) | 3.0                 | 3.7 (3.2)           | 3.75                | 16 MB            | 65 W | 2 × 4       | 2 de março de 2017  |
| Ryzen 5        | 1600X          | 6 (12)          | Wraith Max (somente OEM)                     | 3.6                 | 4.0 (3.7)           | 4.1                 | 16 MB            | 95 W | 2 × 3       | 11 de abril de 2017 |
| Ryzen 5        | 1600           | 6 (12)          | Wraith Spire                                 | 3.2                 | 3.6 (3.4)           | 3.7                 | 16 MB            | 65 W | 2 × 3       | 29 de junho de 2017 |
| Ryzen 5        | 1600           | 6 (12)          | Wraith Spire                                 | 3.2                 | 3.6 (3.4)           | 3.7                 | 16 MB            | 65 W | 2 × 3       | 11 de abril de 2017 |
| Ryzen 5        | 1500X          | 4 (8)           | Wraith Spire                                 | 3.5                 | 3.7 (3.6)           | 3.9                 | 16 MB            | 65 W | 2 × 2       | 11 de abril de 2017 |
| Ryzen 5        | PRO 1500       | 4 (8)           | Wraith Spire                                 | 3.5                 | 3.7 (3.6)           | 3.9                 | 16 MB            | 65 W | 2 × 2       | 29 de junho de 2017 |
| Ryzen 5        | 1400           | 4 (8)           | Wraith Stealth                               | 3.2                 | 3.4 (3.4)           | 3.45                | 8 MB             | 65 W | 2 × 2       | 11 de abril de 2017 |
| Ryzen 3        | 1300X          | 4 (4)           | Wraith Stealth                               | 3.5                 | 3.7 (3.5)           | 3.9                 | 8 MB             | 65 W | 2 × 2       | 27 de junho de 2017 |
| Ryzen 3        | PRO 1300       | 4 (4)           | Wraith Spire                                 | 3.5                 | 3.7 (3.5)           | 3.9                 | 8 MB             | 65 W | 2 × 2       | 29 de junho de 2017 |
| Ryzen 3        | PRO 1200       | 4 (4)           | Wraith Spire                                 | 3.1                 | 3.4 (3.1)           | 3.45                | 8 MB             | 65 W | 2 × 2       | 29 de junho de 2017 |
| Ryzen 3        | 1200           | 4 (4)           | Wraith Stealth                               | 3.1                 | 3.4 (3.1)           | 3.45                | 8 MB             | 65 W | 2 × 2       | 17 de julho de 2017 |

1. ↑  Core Complexes (CCX) × cores por CCX

Recursos comuns das CPUs Ryzen 1000 HEDT:
- Socket: TR4.
- Todas as CPUs suportam DDR4-2666 no modo quad-channel.
- Cache L1: 96 KB (32 KB de dados + 64 KB de instrução) por núcleo.
- Cache L2: 512 KB por núcleo.
- Todas as CPUs suportam 64 pistas PCIe 3.0. 4 das pistas são reservadas como link para o chipset.
- Sem gráficos integrados.
- Nó/processo de fabricação: GlobalFoundries 14LP.

| Marca e Modelo     | Marca e Modelo | Cores (threads) | Taxa de clock (GHz) | Taxa de clock (GHz) | Taxa de clock (GHz) | Cache L3 (total) | TDP   | Chiplets | Core config | Data de lançamento   | MSRP    |
| Marca e Modelo     | Marca e Modelo | Cores (threads) | Base                | PBO 1–4 (≥5)        | XFR 1–2             | Cache L3 (total) | TDP   | Chiplets | Core config | Data de lançamento   | MSRP    |
| ------------------ | -------------- | --------------- | ------------------- | ------------------- | ------------------- | ---------------- | ----- | -------- | ----------- | -------------------- | ------- |
| Ryzen Threadripper | 1950X          | 16 (32)         | 3.4                 | 4.0 (3.7)           | 4.2                 | 32 MB            | 180 W | 2 × CCD  | 4 × 4       | 31 de agosto de 2017 | US $999 |
| Ryzen Threadripper | 1920X          | 12 (24)         | 3.5                 | 4.0 (3.7)           | 4.2                 | 32 MB            | 180 W | 2 × CCD  | 4 × 3       | 31 de agosto de 2017 | US $799 |
| Ryzen Threadripper | 1900X          | 8 (16)          | 3.8                 | 4.0 (3.9)           | 4.2                 | 16 MB            | 180 W | 2 × CCD  | 2 × 4       | 31 de agosto de 2017 | US $549 |

1. ↑  Core Complexes (CCX) × cores por CCX
2. ↑  Na verdade, o pacote do processador contém duas matrizes inativas adicionais para fornecer suporte estrutural ao dissipador de calor integrado.

### APUs de desktop
As APUs Ryzen são identificadas pelo sufixo G ou GE em seu nome.

Die shot de uma APU AMD 2200G

| Modelo               | Data de lançamento e preço             | Fab        | CPU             | CPU                 | CPU                 | CPU                             | CPU             | CPU   | GPU        | GPU            | GPU         | GPU                             | Socket | Pistas PCIe | Suporte de memória DDR4 | TDP (W) |
| Modelo               | Data de lançamento e preço             | Fab        | Cores (threads) | Taxa de clock (GHz) | Taxa de clock (GHz) | Cache                           | Cache           | Cache | Modelo     | Config         | Clock (GHz) | Poder de processamento (GFLOPS) | Socket | Pistas PCIe | Suporte de memória DDR4 | TDP (W) |
| Modelo               | Data de lançamento e preço             | Fab        | Cores (threads) | Base                | Boost               | L1                              | L2              | L3    | Modelo     | Config         | Clock (GHz) | Poder de processamento (GFLOPS) | Socket | Pistas PCIe | Suporte de memória DDR4 | TDP (W) |
| -------------------- | -------------------------------------- | ---------- | --------------- | ------------------- | ------------------- | ------------------------------- | --------------- | ----- | ---------- | -------------- | ----------- | ------------------------------- | ------ | ----------- | ----------------------- | ------- |
| Athlon 200GE         | 6 de setembro de 2018 US $55           | GloFo 14LP | 2 (4)           | 3.2                 | —                   | 64 KB inst. 32 KB data por core | 512 KB por core | 4 MB  | Vega 3     | 192:12:4 3 CU  | 1.0         | 384                             | AM4    | 16 (8+4+4)  | 2667 dual-channel       | 35      |
| Athlon Pro 200GE     | 6 de setembro de 2018 OEM              | GloFo 14LP | 2 (4)           | 3.2                 | —                   | 64 KB inst. 32 KB data por core | 512 KB por core | 4 MB  | Vega 3     | 192:12:4 3 CU  | 1.0         | 384                             | AM4    | 16 (8+4+4)  | 2667 dual-channel       | 35      |
| Athlon 220GE         | December 21 de dezembro de 2018 US $65 | GloFo 14LP | 2 (4)           | 3.4                 | —                   | 64 KB inst. 32 KB data por core | 512 KB por core | 4 MB  | Vega 3     | 192:12:4 3 CU  | 1.0         | 384                             | AM4    | 16 (8+4+4)  | 2667 dual-channel       | 35      |
| Athlon 240GE         | 21 de dezembro de 2018 US $75          | GloFo 14LP | 2 (4)           | 3.5                 | —                   | 64 KB inst. 32 KB data por core | 512 KB por core | 4 MB  | Vega 3     | 192:12:4 3 CU  | 1.0         | 384                             | AM4    | 16 (8+4+4)  | 2667 dual-channel       | 35      |
| Athlon 3000G         | 19 de novembro de 2019 US $49          | GloFo 14LP | 2 (4)           | 3.5                 | —                   | 64 KB inst. 32 KB data por core | 512 KB por core | 4 MB  | Vega 3     | 192:12:4 3 CU  | 1.1         | 424.4                           | AM4    | 16 (8+4+4)  | 2667 dual-channel       | 35      |
| Athlon 300GE         | 7 de julho de 2019 OEM                 | GloFo 14LP | 2 (4)           | 3.4                 | —                   | 64 KB inst. 32 KB data por core | 512 KB por core | 4 MB  | Vega 3     | 192:12:4 3 CU  | 1.1         | 424.4                           | AM4    | 16 (8+4+4)  | 2667 dual-channel       | 35      |
| Athlon Silver 3050GE | 21 de julho de 2020 OEM                | GloFo 14LP | 2 (4)           | 3.4                 | —                   | 64 KB inst. 32 KB data por core | 512 KB por core | 4 MB  | Vega 3     | 192:12:4 3 CU  | 1.1         | 424.4                           | AM4    | 16 (8+4+4)  | 2667 dual-channel       | 35      |
| Ryzen 3 2200GE       | 19 de abril de 2018 OEM                | GloFo 14LP | 4 (4)           | 3.2                 | 3.6                 | 64 KB inst. 32 KB data por core | 512 KB por core | 4 MB  | Vega 8     | 512:32:16 8 CU | 1.1         | 1126                            | AM4    | 16 (8+4+4)  | 2933 dual-channel       | 35      |
| Ryzen 3 Pro 2200GE   | 10 de maio de 2018 OEM                 | GloFo 14LP | 4 (4)           | 3.2                 | 3.6                 | 64 KB inst. 32 KB data por core | 512 KB por core | 4 MB  | Vega 8     | 512:32:16 8 CU | 1.1         | 1126                            | AM4    | 16 (8+4+4)  | 2933 dual-channel       | 35      |
| Ryzen 3 2200G        | February 12, 2018 US $99               | GloFo 14LP | 4 (4)           | 3.5                 | 3.7                 | 64 KB inst. 32 KB data por core | 512 KB por core | 4 MB  | Vega 8     | 512:32:16 8 CU | 1.1         | 1126                            | AM4    | 16 (8+4+4)  | 2933 dual-channel       | 45– 65  |
| Ryzen 3 Pro 2200G    | 10 de maio de 2018 OEM                 | GloFo 14LP | 4 (4)           | 3.5                 | 3.7                 | 64 KB inst. 32 KB data por core | 512 KB por core | 4 MB  | Vega 8     | 512:32:16 8 CU | 1.1         | 1126                            | AM4    | 16 (8+4+4)  | 2933 dual-channel       | 45– 65  |
| Ryzen 5 2400GE       | 19 de abril de 2018 OEM                | GloFo 14LP | 4 (8)           | 3.2                 | 3.8                 | 64 KB inst. 32 KB data por core | 512 KB por core | 4 MB  | RX Vega 11 | 704:44:16      | 1.25        | 1760                            | AM4    | 16 (8+4+4)  | 2933 dual-channel       | 35      |
| Ryzen 5 Pro 2400GE   | 10 de maio de 2018 OEM                 | GloFo 14LP | 4 (8)           | 3.2                 | 3.8                 | 64 KB inst. 32 KB data por core | 512 KB por core | 4 MB  | RX Vega 11 | 704:44:16      | 1.25        | 1760                            | AM4    | 16 (8+4+4)  | 2933 dual-channel       | 35      |
| Ryzen 5 2400G        | 12 de fevereiro de 2018 US $169        | GloFo 14LP | 4 (8)           | 3.6                 | 3.9                 | 64 KB inst. 32 KB data por core | 512 KB por core | 4 MB  | RX Vega 11 | 704:44:16      | 1.25        | 1760                            | AM4    | 16 (8+4+4)  | 2933 dual-channel       | 45– 65  |
| Ryzen 5 Pro 2400G    | 10 de maio de 2018 OEM                 | GloFo 14LP | 4 (8)           | 3.6                 | 3.9                 | 64 KB inst. 32 KB data por core | 512 KB por core | 4 MB  | RX Vega 11 | 704:44:16      | 1.25        | 1760                            | AM4    | 16 (8+4+4)  | 2933 dual-channel       | 45– 65  |

1. ↑  Shaders unificados : Unidades de mapeamento de textura : Unidades de saída de renderização e unidades de computação (CU)
2. ↑  O desempenho de precisão simples é calculado a partir da velocidade de clock do núcleo base (ou boost) com base em uma operação FMA.

### APUs Mobile
| Modelo            | Data de lançamento e preço | Fab        | CPU             | CPU                 | CPU                 | CPU                             | CPU             | CPU   | GPU     | GPU             | GPU      | GPU                             | Socket | Pistas PCIe | Suporte de memória     | TDP     |
| Modelo            | Data de lançamento e preço | Fab        | Cores (threads) | Taxa de clock (GHz) | Taxa de clock (GHz) | Cache                           | Cache           | Cache | Modelo  | Config          | Clock    | Poder de processamento (GFLOPS) | Socket | Pistas PCIe | Suporte de memória     | TDP     |
| Modelo            | Data de lançamento e preço | Fab        | Cores (threads) | Base                | Boost               | L1                              | L2              | L3    | Modelo  | Config          | Clock    | Poder de processamento (GFLOPS) | Socket | Pistas PCIe | Suporte de memória     | TDP     |
| ----------------- | -------------------------- | ---------- | --------------- | ------------------- | ------------------- | ------------------------------- | --------------- | ----- | ------- | --------------- | -------- | ------------------------------- | ------ | ----------- | ---------------------- | ------- |
| Athlon Pro 200U   | 2019                       | GloFo 14LP | 2 (4)           | 2.3                 | 3.2                 | 64 KB inst. 32 KB data por core | 512 KB por core | 4 MB  | Vega 3  | 192:12:4 3 CU   | 1000 MHz | 384                             | FP5    | 12 (8+4)    | DDR4-2400 dual-channel | 12–25 W |
| Athlon 300U       | 6 de janeiro de 2019       | GloFo 14LP | 2 (4)           | 2.4                 | 3.3                 | 64 KB inst. 32 KB data por core | 512 KB por core | 4 MB  | Vega 3  | 192:12:4 3 CU   | 1000 MHz | 384                             | FP5    | 12 (8+4)    | DDR4-2400 dual-channel | 12–25 W |
| Ryzen 3 2200U     | 8 de janeiro de 2018       | GloFo 14LP | 2 (4)           | 2.5                 | 3.4                 | 64 KB inst. 32 KB data por core | 512 KB por core | 4 MB  | Vega 3  | 192:12:4 3 CU   | 1100 MHz | 422.4                           | FP5    | 12 (8+4)    | DDR4-2400 dual-channel | 12–25 W |
| Ryzen 3 3200U     | 6 de janeiro de 2019       | GloFo 14LP | 2 (4)           | 2.6                 | 3.5                 | 64 KB inst. 32 KB data por core | 512 KB por core | 4 MB  | Vega 3  | 192:12:4 3 CU   | 1200 MHz | 460.8                           | FP5    | 12 (8+4)    | DDR4-2400 dual-channel | 12–25 W |
| Ryzen 3 2300U     | 8 de janeiro de 2018       | GloFo 14LP | 4 (4)           | 2.0                 | 3.4                 | 64 KB inst. 32 KB data por core | 512 KB por core | 4 MB  | Vega 6  | 384:24:8 6 CU   | 1100 MHz | 844.8                           | FP5    | 12 (8+4)    | DDR4-2400 dual-channel | 12–25 W |
| Ryzen 3 Pro 2300U | 15 de maio de 2018         | GloFo 14LP | 4 (4)           | 2.0                 | 3.4                 | 64 KB inst. 32 KB data por core | 512 KB por core | 4 MB  | Vega 6  | 384:24:8 6 CU   | 1100 MHz | 844.8                           | FP5    | 12 (8+4)    | DDR4-2400 dual-channel | 12–25 W |
| Ryzen 5 2500U     | 26 de outubro de 2017      | GloFo 14LP | 4 (8)           | 2.0                 | 3.6                 | 64 KB inst. 32 KB data por core | 512 KB por core | 4 MB  | Vega 8  | 512:32:16 8 CU  | 1100 MHz | 1126.4                          | FP5    | 12 (8+4)    | DDR4-2400 dual-channel | 12–25 W |
| Ryzen 5 Pro 2500U | 15 de maio de 2018         | GloFo 14LP | 4 (8)           | 2.0                 | 3.6                 | 64 KB inst. 32 KB data por core | 512 KB por core | 4 MB  | Vega 8  | 512:32:16 8 CU  | 1100 MHz | 1126.4                          | FP5    | 12 (8+4)    | DDR4-2400 dual-channel | 12–25 W |
| Ryzen 5 2600H     | 10 de setembro de 2018     | GloFo 14LP | 4 (8)           | 3.2                 | 3.6                 | 64 KB inst. 32 KB data por core | 512 KB por core | 4 MB  | Vega 8  | 512:32:16 8 CU  | 1100 MHz | 1126.4                          | FP5    | 12 (8+4)    | DDR4-3200 dual-channel | 35–54 W |
| Ryzen 7 2700U     | 26 de outubro de 2017      | GloFo 14LP | 4 (8)           | 2.2                 | 3.8                 | 64 KB inst. 32 KB data por core | 512 KB por core | 4 MB  | Vega 10 | 640:40:16 10 CU | 1300 MHz | 1664                            | FP5    | 12 (8+4)    | DDR4-2400 dual-channel | 12–25 W |
| Ryzen 7 Pro 2700U | 15 de maio de 2018         | GloFo 14LP | 4 (8)           | 2.2                 | 3.8                 | 64 KB inst. 32 KB data por core | 512 KB por core | 4 MB  | Vega 10 | 640:40:16 10 CU | 1300 MHz | 1664                            | FP5    | 12 (8+4)    | DDR4-2400 dual-channel | 12–25 W |
| Ryzen 7 2800H     | 10 de setembro de 2018     | GloFo 14LP | 4 (8)           | 3.3                 | 3.8                 | 64 KB inst. 32 KB data por core | 512 KB por core | 4 MB  | Vega 11 | 704:44:16 11 CU | 1300 MHz | 1830.4                          | FP5    | 12 (8+4)    | DDR4-3200 dual-channel | 35–54 W |

1. ↑  Shaders unificados : Unidades de mapeamento de textura : Unidades de saída de renderização e unidades de computação (CU)
2. ↑  O desempenho de precisão simples é calculado a partir da velocidade de clock do núcleo base (ou boost) com base em uma operação FMA.

#### APUs ultramobile
| Modelo              | Data de lançamento     | Fab   | CPU             | CPU                       | CPU                       | CPU                             | CPU             | CPU   | GPU                    | GPU           | GPU         | GPU                             | Socket | Pistas PCIe | Suporte de memória     | TDP  | Part Number   |
| Modelo              | Data de lançamento     | Fab   | Cores (threads) | Frequência de Clock (GHz) | Frequência de Clock (GHz) | Cache                           | Cache           | Cache | Modelo                 | Config        | Clock (MHz) | Poder de processamento (GFLOPS) | Socket | Pistas PCIe | Suporte de memória     | TDP  | Part Number   |
| Modelo              | Data de lançamento     | Fab   | Cores (threads) | Base                      | Boost                     | L1                              | L2              | L3    | Modelo                 | Config        | Clock (MHz) | Poder de processamento (GFLOPS) | Socket | Pistas PCIe | Suporte de memória     | TDP  | Part Number   |
| ------------------- | ---------------------- | ----- | --------------- | ------------------------- | ------------------------- | ------------------------------- | --------------- | ----- | ---------------------- | ------------- | ----------- | ------------------------------- | ------ | ----------- | ---------------------- | ---- | ------------- |
| AMD 3020e           | 6 de janeiro de 2020   | 14 nm | 2 (2)           | 1.2                       | 2.6                       | 64 KB inst. 32 KB data por core | 512 KB por core | 4 MB  | Radeon Graphics (Vega) | 192:12:4 3 CU | 1.0         | 384                             | FP5    | 12 (8+4)    | DDR4-2400 dual-channel | 6 W  | YM3020C7T2OFG |
| Athlon PRO 3045B    | Q1 2021                | 14 nm | 2 (2)           | 2.3                       | 3.2                       | 64 KB inst. 32 KB data por core | 512 KB por core | 4 MB  | Radeon Graphics (Vega) | 128:8:4 2 CU  | 1.1         | 281.6                           | FP5    | 12 (8+4)    | DDR4-2400 dual-channel | 15 W | YM3045C4T2OFG |
| Athlon Silver 3050U | 6 de janeiro de 2020   | 14 nm | 2 (2)           | 2.3                       | 3.2                       | 64 KB inst. 32 KB data por core | 512 KB por core | 4 MB  | Radeon Graphics (Vega) | 128:8:4 2 CU  | 1.1         | 281.6                           | FP5    | 12 (8+4)    | DDR4-2400 dual-channel | 15 W | YM3050C4T2OFG |
| Athlon Silver 3050C | 22 de setembro de 2020 | 14 nm | 2 (2)           | 2.3                       | 3.2                       | 64 KB inst. 32 KB data por core | 512 KB por core | 4 MB  | Radeon Graphics (Vega) | 128:8:4 2 CU  | 1.1         | 281.6                           | FP5    | 12 (8+4)    | DDR4-2400 dual-channel | 15 W | YM305CC4T2OFG |
| Athlon Silver 3050e | 6 de janeiro de 2020   | 14 nm | 2 (4)           | 1.4                       | 2.8                       | 64 KB inst. 32 KB data por core | 512 KB por core | 4 MB  | Radeon Graphics (Vega) | 192:12:4 3 CU | 1.0         | 384                             | FP5    | 12 (8+4)    | DDR4-2400 dual-channel | 6 W  | YM3050C7T2OFG |
| Athlon PRO 3145B    | Q1 2021                | 14 nm | 2 (4)           | 2.4                       | 3.3                       | 64 KB inst. 32 KB data por core | 512 KB por core | 4 MB  | Radeon Graphics (Vega) | 192:12:4 3 CU | 1.0         | 384                             | FP5    | 12 (8+4)    | DDR4-2400 dual-channel | 15 W | YM3145C4T2OFG |
| Athlon Gold 3150U   | 6 de janeiro de 2020   | 14 nm | 2 (4)           | 2.4                       | 3.3                       | 64 KB inst. 32 KB data por core | 512 KB por core | 4 MB  | Radeon Graphics (Vega) | 192:12:4 3 CU | 1.0         | 384                             | FP5    | 12 (8+4)    | DDR4-2400 dual-channel | 15 W | YM3150C4T2OFG |
| Athlon Gold 3150C   | 22 de setembro de 2020 | 14 nm | 2 (4)           | 2.4                       | 3.3                       | 64 KB inst. 32 KB data por core | 512 KB por core | 4 MB  | Radeon Graphics (Vega) | 192:12:4 3 CU | 1.0         | 384                             | FP5    | 12 (8+4)    | DDR4-2400 dual-channel | 15 W | YM315CC4T2OFG |
| Ryzen 3 3250U       | 6 de janeiro de 2020   | 14 nm | 2 (4)           | 2.6                       | 3.5                       | 64 KB inst. 32 KB data por core | 512 KB por core | 4 MB  | Radeon Graphics (Vega) | 192:12:4 3 CU | 1.2         | 460.8                           | FP5    | 12 (8+4)    | DDR4-2400 dual-channel | 15 W | YM3250C4T2OFG |
| Ryzen 3 3250C       | 22 de setembro de 2020 | 14 nm | 2 (4)           | 2.6                       | 3.5                       | 64 KB inst. 32 KB data por core | 512 KB por core | 4 MB  | Radeon Graphics (Vega) | 192:12:4 3 CU | 1.2         | 460.8                           | FP5    | 12 (8+4)    | DDR4-2400 dual-channel | 15 W | YM325CC4T2OFG |

1. ↑  Shaders Unificados: Unidades de Mapeamento de Textura: Unidades de Saída de Renderização e unidade de computação (CU)
2. ↑  O desempenho de precisão única é calculado a partir da velocidade básica (ou boost) do clock do núcleo com base em uma operação FMA.

#### Pollock
| Modelo     | Data de lançamento  | Fab   | CPU             | CPU                       | CPU                       | CPU                             | CPU             | CPU   | GPU                    | GPU           | GPU         | GPU                             | Socket | Pistas PCIe | Suporte de memória       | TDP | Part number   |
| Modelo     | Data de lançamento  | Fab   | Cores (threads) | Frequência de Clock (GHz) | Frequência de Clock (GHz) | Cache                           | Cache           | Cache | Modelo                 | Config        | Clock (GHz) | Poder de processamento (GFLOPS) | Socket | Pistas PCIe | Suporte de memória       | TDP | Part number   |
| Modelo     | Data de lançamento  | Fab   | Cores (threads) | Base                      | Boost                     | L1                              | L2              | L3    | Modelo                 | Config        | Clock (GHz) | Poder de processamento (GFLOPS) | Socket | Pistas PCIe | Suporte de memória       | TDP | Part number   |
| ---------- | ------------------- | ----- | --------------- | ------------------------- | ------------------------- | ------------------------------- | --------------- | ----- | ---------------------- | ------------- | ----------- | ------------------------------- | ------ | ----------- | ------------------------ | --- | ------------- |
| AMD 3015e  | 6 de julho de 2020  | 14 nm | 2 (4)           | 1.2                       | 2.3                       | 64 KB inst. 32 KB data por core | 512 KB por core | 4 MB  | Radeon Graphics (Vega) | 192:12:4 3 CU | 0.6         | 230.4                           | FT5    | 12 (8+4)    | DDR4-1600 single-channel | 6 W | AM3015BRP2OFJ |
| AMD 3015Ce | 29 de abril de 2021 | 14 nm | 2 (4)           | 1.2                       | 2.3                       | 64 KB inst. 32 KB data por core | 512 KB por core | 4 MB  | Radeon Graphics (Vega) | 192:12:4 3 CU | 0.6         | 230.4                           | FT5    | 12 (8+4)    | DDR4-1600 single-channel | 6 W | AM301CBRP2OFJ |

1. ↑  Shaders Unificados: Unidades de Mapeamento de Textura: Unidades de Saída de Renderização e unidade de computação (CU)
2. ↑  O desempenho de precisão única é calculado a partir da velocidade básica (ou boost) do clock do núcleo com base em uma operação FMA.

### Processadores Integrados
Em fevereiro de 2018, a AMD anunciou a série V1000 de APUs Zen+Vega embarcadas com quatro SKUs.

#### V1000
| Modelo | Data de lançamento e preço | Fab        | CPU            | CPU                 | CPU                 | CPU                             | CPU             | CPU   | GPU     | GPU             | GPU         | GPU                             | Suporte de memória     | TDP     | Temperatura de junção (°C) |
| Modelo | Data de lançamento e preço | Fab        | Cores (Thread) | Taxa de clock (GHz) | Taxa de clock (GHz) | Cache                           | Cache           | Cache | Modelo  | Config          | Clock (GHz) | Poder de processamento (GFLOPS) | Suporte de memória     | TDP     | Temperatura de junção (°C) |
| Modelo | Data de lançamento e preço | Fab        | Cores (Thread) | Base                | Boost               | L1                              | L2              | L3    | Modelo  | Config          | Clock (GHz) | Poder de processamento (GFLOPS) | Suporte de memória     | TDP     | Temperatura de junção (°C) |
| ------ | -------------------------- | ---------- | -------------- | ------------------- | ------------------- | ------------------------------- | --------------- | ----- | ------- | --------------- | ----------- | ------------------------------- | ---------------------- | ------- | -------------------------- |
| V1202B | fevereiro de 2018          | GloFo 14LP | 2 (4)          | 2.3                 | 3.2                 | 64 KB inst. 32 KB data por core | 512 KB por core | 4 MB  | Vega 3  | 192:12:16 3 CU  | 1.0         | 384                             | DDR4-2400 dual-channel | 12–25 W | 0–105                      |
| V1404I | dezembro de 2018           | GloFo 14LP | 4 (8)          | 2.0                 | 3.6                 | 64 KB inst. 32 KB data por core | 512 KB por core | 4 MB  | Vega 8  | 512:32:16 8 CU  | 1.1         | 1126.4                          | DDR4-2400 dual-channel | 12–25 W | -40–105                    |
| V1500B | dezembro de 2018           | GloFo 14LP | 4 (8)          | 2.2                 | —                   | 64 KB inst. 32 KB data por core | 512 KB por core | 4 MB  | —       | —               | —           | —                               | DDR4-2400 dual-channel | 12–25 W | 0–105                      |
| V1605B | fevereiro de 2018          | GloFo 14LP | 4 (8)          | 2.0                 | 3.6                 | 64 KB inst. 32 KB data por core | 512 KB por core | 4 MB  | Vega 8  | 512:32:16 8 CU  | 1.1         | 1126.4                          | DDR4-2400 dual-channel | 12–25 W | 0–105                      |
| V1756B | fevereiro de 2018          | GloFo 14LP | 4 (8)          | 3.25                | 3.6                 | 64 KB inst. 32 KB data por core | 512 KB por core | 4 MB  | Vega 8  | 512:32:16 8 CU  | 1.1         | 1126.4                          | DDR4-3200 dual-channel | 35–54 W | 0–105                      |
| V1780B | dezembro de 2018           | GloFo 14LP | 4 (8)          | 3.35                | 3.6                 | 64 KB inst. 32 KB data por core | 512 KB por core | 4 MB  | —       | —               | —           | —                               | DDR4-3200 dual-channel | 35–54 W | 0–105                      |
| V1807B | fevereiro de 2018          | GloFo 14LP | 4 (8)          | 3.35                | 3.8                 | 64 KB inst. 32 KB data por core | 512 KB por core | 4 MB  | Vega 11 | 704:44:16 11 CU | 1.3         | 1830.4                          | DDR4-3200 dual-channel | 35–54 W | 0–105                      |

1. ↑  Shaders Unificados: Unidades de Mapeamento de Textura: Unidades de Saída de Renderização e Unidades de Computação (CU)
2. ↑  O desempenho de precisão única é calculado a partir da velocidade de clock base (ou aumento) do núcleo com base em uma operação FMA.

#### R1000
Em 2019, a AMD anunciou a série R1000 de APUs Zen+Vega incorporadas.
| Modelo | Data de lançamento      | Fab        | CPU            | CPU                 | CPU                 | CPU                             | CPU             | CPU   | GPU    | GPU           | GPU         | GPU                             | Suporte de memória       | TDP     |
| Modelo | Data de lançamento      | Fab        | Cores (Thread) | Taxa de clock (GHz) | Taxa de clock (GHz) | Cache                           | Cache           | Cache | Modelo | Config        | Clock (GHz) | Poder de processamento (GFLOPS) | Suporte de memória       | TDP     |
| Modelo | Data de lançamento      | Fab        | Cores (Thread) | Base                | Boost               | L1                              | L2              | L3    | Modelo | Config        | Clock (GHz) | Poder de processamento (GFLOPS) | Suporte de memória       | TDP     |
| ------ | ----------------------- | ---------- | -------------- | ------------------- | ------------------- | ------------------------------- | --------------- | ----- | ------ | ------------- | ----------- | ------------------------------- | ------------------------ | ------- |
| R1102G | 25 de fevereiro de 2020 | GloFo 14LP | 2 (2)          | 1.2                 | 2.6                 | 64 KB inst. 32 KB data por core | 512 KB por core | 4 MB  | Vega 3 | 192:12:4 3 CU | 1.0         | 384                             | DDR4-2400 single-channel | 6 W     |
| R1305G | 25 de fevereiro de 2020 | GloFo 14LP | 2 (4)          | 1.5                 | 2.8                 | 64 KB inst. 32 KB data por core | 512 KB por core | 4 MB  | Vega 3 | 192:12:4 3 CU | 1.0         | 384                             | DDR4-2400 dual-channel   | 8-10 W  |
| R1505G | 16 de abril de 2019     | GloFo 14LP | 2 (4)          | 2.4                 | 3.3                 | 64 KB inst. 32 KB data por core | 512 KB por core | 4 MB  | Vega 3 | 192:12:4 3 CU | 1.0         | 384                             | DDR4-2400 dual-channel   | 12–25 W |
| R1606G | 16 de abril de 2019     | GloFo 14LP | 2 (4)          | 2.6                 | 3.5                 | 64 KB inst. 32 KB data por core | 512 KB por core | 4 MB  | Vega 3 | 192:12:4 3 CU | 1.2         | 460.8                           | DDR4-2400 dual-channel   | 12–25 W |

1. ↑  Shaders Unificados: Unidades de Mapeamento de Textura: Unidades de Saída de Renderização e Unidades de Computação (CU)
2. ↑  O desempenho de precisão única é calculado a partir da velocidade de clock base (ou aumento) do núcleo com base em uma operação FMA.

### Processadores de servidor

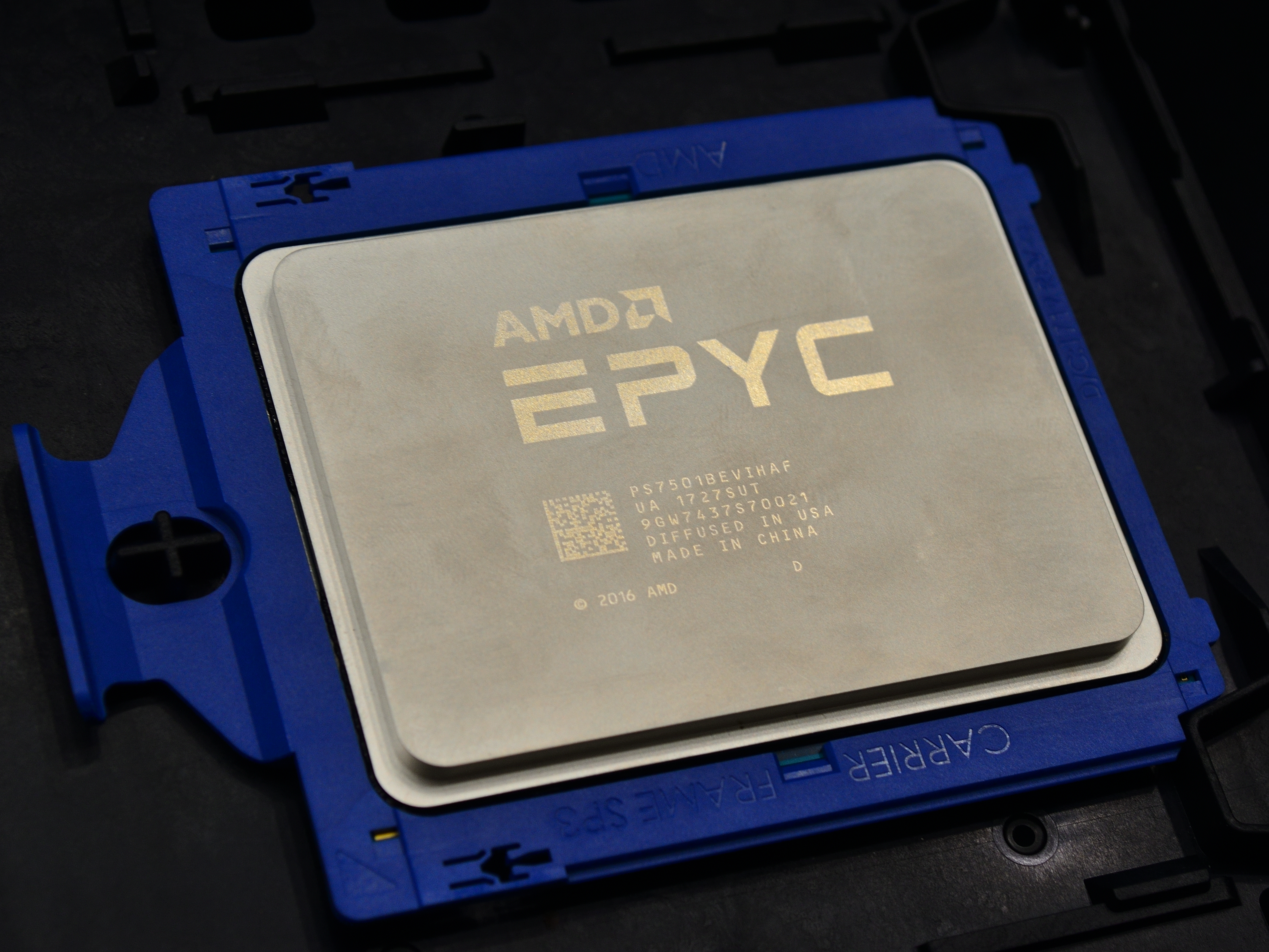
Epyc

A AMD anunciou em março de 2017 que lançaria uma plataforma de servidor baseada em Zen, codinome Naples, no segundo trimestre do ano. A plataforma inclui sistemas de 1 e 2 soquetes. As CPUs em configurações multiprocessador se comunicam via Infinity Fabric da AMD. Cada chip suporta oito canais de memória e 128 pistas PCIe 3.0, das quais 64 pistas são usadas para comunicação CPU-CPU através do Infinity Fabric quando instaladas em uma configuração de processador duplo. A AMD revelou oficialmente o Naples sob a marca Epyc em maio de 2017.
Em 20 de junho de 2017, a AMD lançou oficialmente as CPUs da série Epyc 7000 em um evento de lançamento em Austin, Texas.
Recursos comuns das CPUs da série EPYC 7001:
- Socket: SP3
- Todas as CPUs suportam ECC DDR4-2666 no modo octa-channel (7251 suporta apenas DDR4-2400).
- Cache L1: 96 KB (32 KB de dados + 64 KB de instruções) por núcleo.
- Cache L2: 512 KB por núcleo.
- Todas as CPUs suportam 128 pistas PCIe 3.0.
- Processo de fabricação: GlobalFoundries 14LP.

| Modelo | Cores (threads) | Taxa de clock (GHz) | Taxa de clock (GHz) | Taxa de clock (GHz) | Cache L3 (total) | TDP       | Chiplets | Core config | Lançamento             | Lançamento  | Opções Embedded |
| Modelo | Cores (threads) | Base                | Boost               | Boost               | Cache L3 (total) | TDP       | Chiplets | Core config | Data                   | Preço (USD) | Opções Embedded |
| Modelo | Cores (threads) | Base                | All-core            | Max                 | Cache L3 (total) | TDP       | Chiplets | Core config | Data                   | Preço (USD) | Opções Embedded |
| ------ | --------------- | ------------------- | ------------------- | ------------------- | ---------------- | --------- | -------- | ----------- | ---------------------- | ----------- | --------------- |
| 7251   | 8 (16)          | 2.1                 | 2.9                 | 2.9                 | 32 MB            | 120 W     | 4 × CCD  | 8 × 1       | Junho de 2017          | $475        | Sim             |
| 7261   | 8 (16)          | 2.5                 | 2.9                 | 2.9                 | 64 MB            | 155/170 W | 4 × CCD  | 8 × 1       | 14 de junho de 2018    | $570        | Sim             |
| 7281   | 16 (32)         | 2.1                 | 2.7                 | 2.7                 | 32 MB            | 155/170 W | 4 × CCD  | 8 × 2       | 20 de junho de 2017    | $650        | Sim             |
| 7301   | 16 (32)         | 2.2                 | 2.7                 | 2.7                 | 64 MB            | 155/170 W | 4 × CCD  | 8 × 2       | 20 de junho de 2017    | $800        | Sim             |
| 7351P  | 16 (32)         | 2.4                 | 2.9                 | 2.9                 | 64 MB            | 155/170 W | 4 × CCD  | 8 × 2       | 20 de junho de 2017    | $750        | 735P            |
| 7351   | 16 (32)         | 2.4                 | 2.9                 | 2.9                 | 64 MB            | 155/170 W | 4 × CCD  | 8 × 2       | 20 de junho de 2017    | $1,100      | Sim             |
| 7371   | 16 (32)         | 3.1                 | 3.6                 | 3.8                 | 64 MB            | 200 W     | 4 × CCD  | 8 × 2       | 13 de novembro de 2018 | $1,550      | [ 183 ]         |
| 7401P  | 24 (48)         | 2.0                 | 2.8                 | 3.0                 | 64 MB            | 155/170 W | 4 × CCD  | 8 × 3       | 20 de junho de 2017    | $1,075      | 740P            |
| 7401   | 24 (48)         | 2.0                 | 2.8                 | 3.0                 | 64 MB            | 155/170 W | 4 × CCD  | 8 × 3       | 20 de junho de 2017    | $1,850      | Sim             |
| 7451   | 24 (48)         | 2.3                 | 2.9                 | 3.2                 | 64 MB            | 180 W     | 4 × CCD  | 8 × 3       | 20 de junho de 2017    | $2,400      | Sim             |
| 7501   | 32 (64)         | 2.0                 | 2.6                 | 3.0                 | 64 MB            | 155/170 W | 4 × CCD  | 8 × 4       | 20 de junho de 2017    | $3,400      | Sim             |
| 7551P  | 32 (64)         | 2.0                 | 2.55                | 3.0                 | 64 MB            | 180 W     | 4 × CCD  | 8 × 4       | 20 de junho de 2017    | $2,100      | 755P            |
| 7551   | 32 (64)         | 2.0                 | 2.55                | 3.0                 | 64 MB            | 180 W     | 4 × CCD  | 8 × 4       | 20 de junho de 2017    | $3,400      | Sim             |
| 7571   | 32 (64)         | 2.2                 | 3.0                 | 3.0                 | 64 MB            | 200 W     | 4 × CCD  | 8 × 4       | 6 de novembro de 2018  | OEM/AWS     | Desconhecido    |
| 7601   | 32 (64)         | 2.2                 | 2.7                 | 3.2                 | 64 MB            | 180 W     | 4 × CCD  | 8 × 4       | 20 de junho de 2017    | $4,200      | Sim             |

1. ↑  Os modelos com sufixos "P" são uniprocessadores, disponíveis apenas como configuração de soquete único.
2. ↑  Core Complexes (CCX) × cores por CCX
3. ↑  Os modelos da série Epyc integrados 7001 têm especificações idênticas às da série Epyc 7001.

### Processadores Integrados de servidor
Em fevereiro de 2018, a AMD também anunciou a série Epyc 3000 de CPUs Zen incorporados.
Recursos comuns das CPUs EPYC Embedded série 3000:
- Socket: SP4 (modelos 31xx e 32xx usam pacote SP4r2).
- Todas as CPUs suportam ECC DDR4-2666 no modo dual-channel (3201 suporta apenas DDR4-2133), enquanto os modelos 33xx e 34xx suportam o modo quad-channel.
- Cache L1: 96 KB (32 KB de dados + 64 KB de instruções) por núcleo.
- Cache L2: 512 KB por núcleo.
- Todas as CPUs suportam 32 pistas PCIe 3.0 por CCD (máximo de 64 pistas).
- Processo de fabricação: GlobalFoundries 14 nm.

| Modelo | Cores (threads) | Taxa de clock (GHz) | Taxa de clock (GHz) | Taxa de clock (GHz) | Cache L3 (total) | TDP      | Chiplets | Core config | Data de lançamento      |
| Modelo | Cores (threads) | Base                | Boost               | Boost               | Cache L3 (total) | TDP      | Chiplets | Core config | Data de lançamento      |
| Modelo | Cores (threads) | Base                | All-core            | Max                 | Cache L3 (total) | TDP      | Chiplets | Core config | Data de lançamento      |
| ------ | --------------- | ------------------- | ------------------- | ------------------- | ---------------- | -------- | -------- | ----------- | ----------------------- |
| 3101   | 4 (4)           | 2.1                 | 2.9                 | 2.9                 | 8 MB             | 35 W     | 1 x CCD  | 1 × 4       | 21 de fevereiro de 2018 |
| 3151   | 4 (8)           | 2.7                 | 2.9                 | 2.9                 | 16 MB            | 45 W     | 1 x CCD  | 2 × 2       | 21 de fevereiro de 2018 |
| 3201   | 8 (8)           | 1.5                 | 3.1                 | 3.1                 | 16 MB            | 30 W     | 1 x CCD  | 2 × 4       | 21 de fevereiro de 2018 |
| 3251   | 8 (16)          | 2.5                 | 3.1                 | 3.1                 | 16 MB            | 55 W     | 1 x CCD  | 2 × 4       | 21 de fevereiro de 2018 |
| 3255   | 8 (16)          | 2.5                 | 3.1                 | 3.1                 | 16 MB            | 25–55 W  | 1 x CCD  | 2 × 4       | dezembro de 2018        |
| 3301   | 12 (12)         | 2.0                 | 2.15                | 3.0                 | 32 MB            | 65 W     | 2 x CCD  | 4 × 3       | 21 de fevereiro de 2018 |
| 3351   | 12 (24)         | 1.9                 | 2.75                | 3.0                 | 32 MB            | 60–80 W  | 2 x CCD  | 4 × 3       | 21 de fevereiro de 2018 |
| 3401   | 16 (16)         | 1.85                | 2.25                | 3.0                 | 32 MB            | 85 W     | 2 x CCD  | 4 × 4       | 21 de fevereiro de 2018 |
| 3451   | 16 (32)         | 2.15                | 2.45                | 3.0                 | 32 MB            | 80–100 W | 2 x CCD  | 4 × 4       | 21 de fevereiro de 2018 |

1. ↑  Core Complexes (CCX) × cores por CCX